# Nogent-le-Rotrou
Nogent-le-Rotrou là một xã trong tỉnh Eure-et-Loir, thuộc vùng hành chính Centre-Val de Loire của nước Pháp, có dân số là 11.524 người (thời điểm 1999).

## Nhân khẩu học
| 1962  | 1968   | 1975   | 1982   | 1990   | 1999   |
| ----- | ------ | ------ | ------ | ------ | ------ |
| 9.428 | 11 578 | 12 806 | 12 464 | 11 591 | 11 524 |

## Thành phố kết nghĩa
- Baiersbronn, Đức

## Nhân vật nổi tiếng
- Baiersbronn (1527 - 1577) nhà văn